# Giovanni Gentile
Giovanni Gentile, italijanski filozof, učitelj, fašistični politik, * 30. maj 1875, Castelvetrano, Italija, † 15. april 1944, Firence, Italijanska socialna republika.
Gentile je bil italijanski filozof, eden zadnjih predstavnikov heglijanske paradigme, predavatelj zgodovine in filozofije na več italijanskih univerzah ter skrajni desničarski politik. 

## Življenje in delo
Giovanni Gentile je bil rojen v mestu Castelvetrano na Siciliji. Zgledoval se je po italijanskih intelektualcih, kot so Giuseppe Mazzini, Antonio Rosmini, Vincenzo Gioberti, Bertrando Spaventa. Nanj pa so močno vplivali nemški filozofi, kot so Marx, Hegel in Fichte. Po veroizpovedi je bil kristjan, čeprav se je sam večkrat opredelil za ateista.
Sam sebe je nazival za filozofa fašizma, saj je s svojimi idejami in razmišljanjem utemeljil fašistično mentaliteto. Mussolinijev esej Fašistična doktrina (La dottrina del fascismo, 1932) je v glavnem Gentilejevo delo. Svoje kolege in študente je spodbujal k študiju Heglovega idealizma. Italijanska filozofija je bila po njegovi zaslugi med obema vojnama ena zadnjih nosilk heglijanske filozofske paradigme. Razvil je tudi svoj način razmišljanja, katerega je poimenoval »dejanski idealizem«, ki je bil opisan kot »subjektiven ekstrem idealistične tradicije«. 
Kot minister Mussolinijeve vlade je bil avtor fašistične reforme šolstva, ki je pri Primorskih Slovencih znana pod imenom Gentilejeva reforma. Sprejeta je bila 1. oktobra 1923, v Uradnem listu (Gazzetta Ufficiale) pa je bila objavljena 24. oktobra istega leta. Ta je bila del fašističnega načrta raznarodovanja aneksiranega slovenskega in hrvaškega ozemlja ali točneje etnocida nad Slovenci in Hrvati v Italiji. Na osnovi tega načrta so ukinili vse slovenske in hrvaške šole, ki so do takrat še uspele ohraniti pouk v maternem jeziku (več kot 400) in namesto njih vpeljali učenje italijanščine, kar so izvajali na najbolj grobe načine celo pretepanjem in zapiranjem, znani so tudi primeri pljuvanja v usta učencem ipd. Vse slovenske učitelje, ki niso zbežali v Jugoslavijo ali drugam po svetu, so konfinirali (izselili pod kontrolo policije) na jug Italije v njim povsem tuje okolje. 
Med njegovo akademsko kariero je predaval na več univerzah:
- zgodovino filozofije na Univerzi v Palermu;
- teoretično filozofijo na Univerzi v Pisi;
- zgodovino filozofije na Univerzi v Rimu, kasneje teoretično filozofijo;
- dekan fakultete Scuola Normale Superiore v Pisi;
- prodekan Univerze v Milanu.

### Povezava s fašizmom
Leta 1922 je bil imenovan za ministra za šolstvo pod fašistično vlado Benita Mussolinija. V tem času je napisal »Riforma Gentile«, to je reforma srednjih šol, ki je močno vplivala na izobraževalni sistem v Italiji.  V letu 1925 je ustvaril še dve reformi, ki sta pripomogli k fašističnemu gibanju v gospodarskem smislu. Kasneje je postal predsednik fašističnega sveta za izobrazbo in pomemben član v fašistični stranki. Mussolini ga je opisal kot »filozofa fašizma«. 

### Zadnja leta in smrt
Giovanni Gentile je ostal zvest fašističnemu sistemu in Mussoliniju, tudi po padcu njegove vlade. Z njim je zbežal na sever Italije, kjer je Mussolini še vedno imel oblast s podporo nacistične Nemčije (Salojska republika, 1943–1945). Leta 1944 so ga ubili italijanski partizani.

## Filozofija
Njegov sodobnik Benedetto Croce je o Gentilu zapisal : »Gentile ima čast, da je eden največjih novoheglijancev v zgodovini zahodne filozofije, in sramoto, saj je bil glavni filozof fašizma v Italiji«. Njegov filozofski temelj, na katerem je oblikoval svojo idejo za fašizem, je bil zgrajen na njegovem razumevanju ontologije in epistemologije, zaradi česar je tudi zavračal individualizem in je bil bolj naklonjen kolektivizmu. V tem sistemu bi imela država vlogo avtoritete in bi bila povezovalni člen svojih prebivalcev. Gentile je v svoji ureditvi predvideval, da bi bili vsi ljudje eno, del celote, ne bi bilo razlik med posameznikom in družbo. Posamezniki so deli države, skupaj tvorijo celoto, kar je država sama. To so temeljne ideje fašizma. Zaradi njegovega aktualističnega sistema je bil poznan po Evropi že za čas svojega  življenja. Glavni člen Gentilovega idealizma je bilo »čisto dejanje«. To dejanje naj bi bilo osnova vseh človeških izkušenj, ustvarilo naj bi »fenomenalen svet«.  Aktualni idealizem: Gentile je s tem razmišljanjem razbil razlike med objektivnim in subjektivnim, med posameznim in ostalim, med razmišljanjem ter dejanjem. Objekt je samo zunanja entiteta napram subjektu, čeprav sta oba del iste duševne realnosti.
V aktualnem idealizmu je zajel teologijo. Trdi npr., da čeprav je človek izumil »boga«, zaradi tega ne pomeni, da bog ni resničen.
Začetna točka Gentilove filozofije je idealistično načelo »ideal realnosti« oziroma ideja realnosti, ki trdi da je realnost vedno realna tako, kot jo doživlja živo bitje. Zavrača idejo, da imamo lahko dostop do objektivne realnosti, ki obstaja izven uma.
Ker je sledil Heglovi filozofiji, sprejema idejo, da obstaja višja kolektivna subjektivnost.